# Leucochrysa nesites
Leucochrysa nesites är en insektsart som beskrevs av Navás 1913. Leucochrysa nesites ingår i släktet Leucochrysa och familjen guldögonsländor. Inga underarter finns listade i Catalogue of Life.